# Avestiska alfabetet

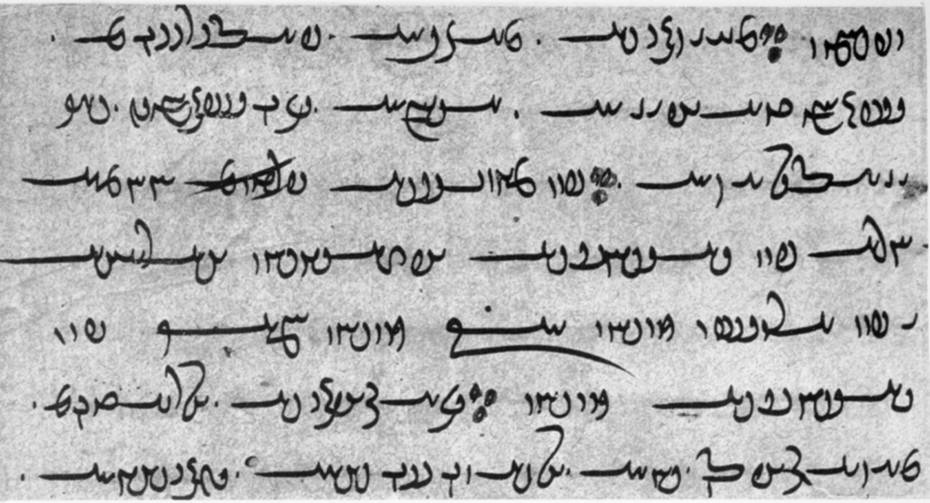
Yasna 28.1 ur Avesta, Ahunavaiti Gatha (Bodleian MS J2)

Det avestiska alfabetet är ett skriftsystem som utvecklades under den sasanidiska dynastin (226–651) i nuvarande Iran.
Det gav i sin tur upphov till pāzand, en variant av det avestiska alfabetet anpassad för att skriva medelpersiska. Pāzand användes främst för översättningar och kommentarer till Avesta-texterna, kallade zend eller zand. I traditionella zoroastriska texter kallas alfabetet för din dabireh eller din dabiri, medelpersiska för "religionens skrift".

## Historia
Det avestiska alfabetet togs ursprungligen fram för att möta ett behov av att på ett korrekt sätt kunna återge texter på avestiska som dittills bara spridits muntligt. De olika textsamlingar som numera utgör den zoroastriska kanon är resultatet av en sammanställning som ägde rum under 300-talet, troligen under Shahpour II:s styre (309–379). Förmodligen var det avestiska alfabetet en ad hoc-skapelse som uppstod i samband med sammanställningen av denna sasanidiska arketyp.
Sammanställningen, som vittnar om en mazdaistisk väckelse och inrättandet av en stark ortodoxi nära sammanknuten med den politiska makten, orsakades sannolikt av en önskan att konkurrera mer effektivt med buddhister, kristna och manikéer vars tro byggde på böcker som kommit till genom uppenbarelse. I kontrast hade de zoroastriska prästerna under århundraden vant sig vid att lära sig skrifterna utantill. De repeterade sin lärares ord till dess att de memorerat ord, kadens, betoning och intonation. Denna kunskap förde de i sin tur vidare till sina elever och på så sätt bevarades det korrekta sättet att recitera skrifterna under många generationer. Detta var nödvändigt då prästerskapet ansåg att ett korrekt uttal och kadens var en förutsättning för effektiv bön. Vidare åtföljdes recitationen av liturgin av rituella aktiviteter som inte lämnade något utrymme att sköta om en skriven text.
Möjligheten att korrekt kunna återge avestiska hade dock en tydlig fördel. Vid det här laget hade avestiskan varit utdöd i flera hundra år. Det användes nu enbart som liturgiskt språk för Avesta-texterna och många av ordens betydelse var nära att falla i glömska. Detta ledde till utarbetandet av Zend-texterna (från avestiskans zainti "förståelse"), kommentarer och översättningar av ursprungstexterna. Utvecklingen av det avestiska alfabetet gjorde det möjligt att kombinera citat från de heliga skrifterna med förklaringar av desamma. Effekten blev en standardiserad tolkning av skrifterna som har överlevt till våra dagar. För forskare är dessa texter otroligt intressanta då de ibland bevarat avsnitt som annars hade gått förlorare.
Zoroastriska texter från 800–1100-talet antyder att det en gång i tiden fanns en mycket större samling av zoroastrisk litteratur. Dessa texter – om de nu ens existerat – har sedan dess gått förlorade och det är därför inte känt vilket skriftsystem som användas för att skriva dem. Frågan om huruvida det funnits en tidigare arsakidisk arketyp uppslukade Avesta-forskarna under större delen av 1800-talet. De språkliga bevisen visar dock att även om den existerat så kan den inte ha haft något praktiskt inflytande eftersom ingen vulgär språkform kan förklaras med säkerhet som ett resultat av felaktig transkription. Antalet tveksamma fall är minimalt och faktum är att de stadigt minskat. Även om förekomsten av en arsakidisk arketyp inte är omöjlig, så har den visat sig inte bidra med någonting till den avestiska filologin.

## Genealogi och beskrivning
Paikuliinskriften, som den avestiska bygger på, användes allmänt för att skriva olika medeliranska språk. Den saknade dock den precision som krävs för religiös användning. Pahlavi var en förenklad abjad med 22 konsonant-tecken, varav de flesta tvetydiga (de kunde representera mer än ett språkljud).
Den avestiska var däremot ett fullständigt alfabet med egna tecken för vokaler och möjlighet att fonetiskt särskilja olika allofoner. Alfabetet inkluderade många tecken (a, i, k, t, p, b, m, n, r, s, z, š, xᵛ) från kursiv pahlavi medan andra (ā, γ) endast återfinns i pahlavi-psaltaren (i kursiv pahlavi har γ och k samma tecken). Vissa vokaler, såsom ə, tycks härröra från grekiska gemener. Avestiskt o är en speciell variant av pahlavis l som bara finns i arameiska heterogram. Vissa tecken (t.ex. ŋ́, ṇ, ẏ, v) är egna påfund.
Avestisk skrift skrivs, i likhet med pahlavi och arameisk, från höger till vänster. I den avestiska binds bokstäver inte samman och ligaturer (sk, šc, št, ša) är sällsynta och tydligt av ett sekundärt ursprung. Fossey listar 16 ligaturer men de flesta av dessa bildas genom interaktion med swashar.
Ord samt slutet av den första delen av en sammansättning åtskiljs av en punkt. I övrigt är skiljetecken närmast obefintliga i de gamla manuskripten. På 1880-talet utvecklade Karl Friedrich Geldner en standard baserad på den knapphändiga information han kunde hitta. Alla skiljetecken i detta system består av tre punkter i en triangel. Deras funktion beror sedan på punkternas storlek och orientering.

## Bokstäver

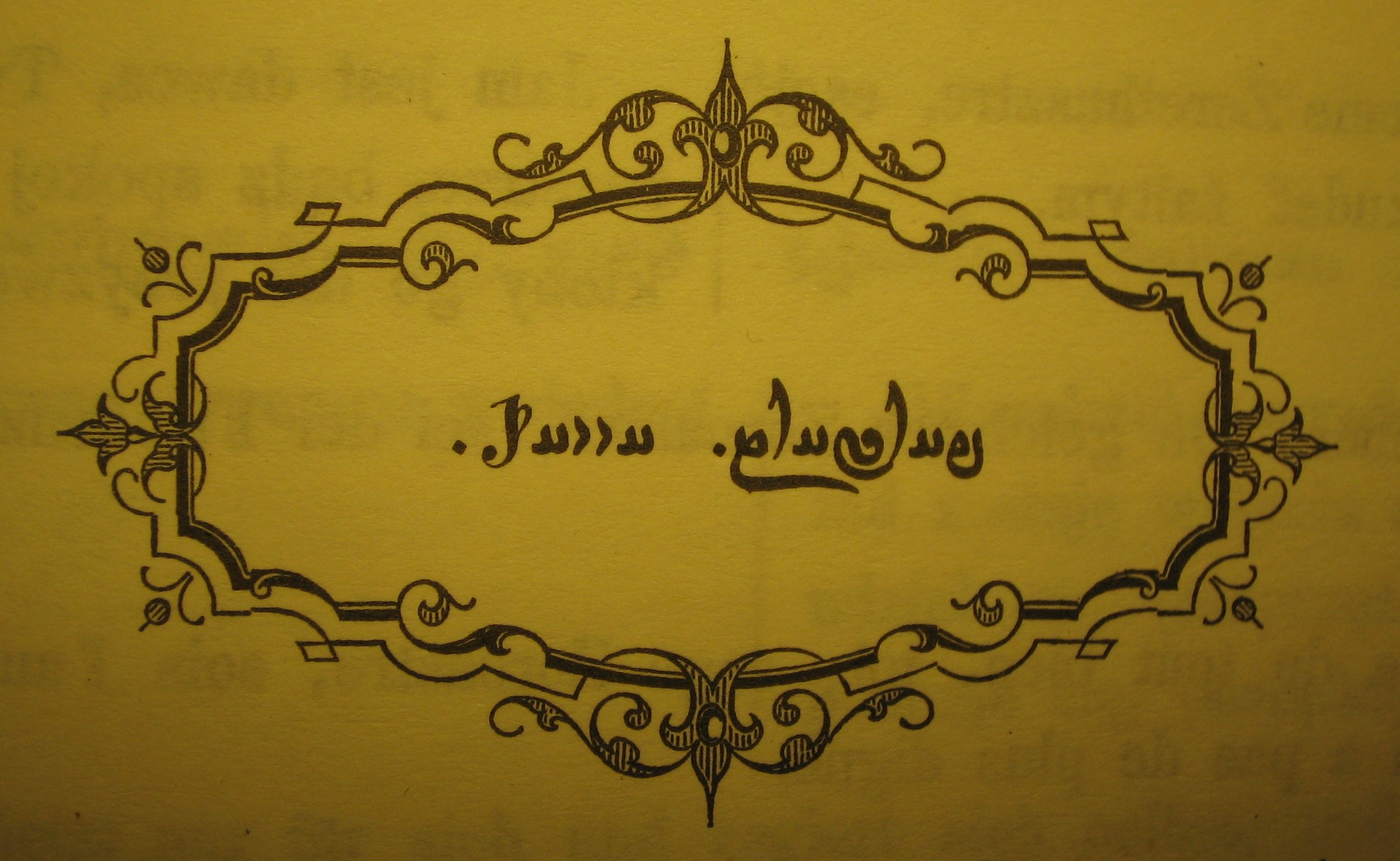
Bild som visar den avestiska bokstaven 𐬮 l (till vänster) i en titel skriven på pāzand

Det avestiska alfabetet har totalt 37 konsonanter och 16 vokaler. Det finns två etablerade transkriptionssystem för avestiska, det äldre av Christian Bartholomae och det nyare av Karl Hoffmann. Följande listor använder Hoffmanns system.

### Vokaler
| Bokstav | Transkription | Uttal |
| ------- | ------------- | ----- |
| 𐬀       | a             | [a]   |
| 𐬁       | ā             | [a:]  |
| 𐬂       | å             | [ɑ]   |
| 𐬃       | ā̊             | [ɑ:]  |
| 𐬄       | ą             | [ã]   |
| 𐬅       | ą̇             | [ã:]  |
| 𐬆       | ə             | [ə]   |
| 𐬇       | ə̄             | [ə:]  |

| Bokstav | Transkription | Uttal |
| ------- | ------------- | ----- |
| 𐬈       | e             | [e]   |
| 𐬉       | ē             | [e:]  |
| 𐬊       | o             | [o]   |
| 𐬋       | ō             | [o:]  |
| 𐬌       | i             | [i]   |
| 𐬍       | ī             | [i:]  |
| 𐬎       | u             | [u]   |
| 𐬏       | ū             | [u:]  |

### Konsonanter
| Bokstav | Transkription | Uttal |
| ------- | ------------- | ----- |
| 𐬐       | k             | [k]   |
| 𐬑       | x             | [x]   |
| 𐬒       | x́             | [x]   |
| 𐬓       | xᵛ            | [xʷ]  |
| 𐬔       | g             | [g]   |
| 𐬕       | ġ             | [g]   |
| 𐬖       | γ             | [ɣ]   |
| 𐬗       | c             | [tʃ]  |
| 𐬘       | j             | [dʒ]  |
| 𐬙       | t             | [t]   |
| 𐬚       | ϑ             | [θ]   |
| 𐬛       | d             | [d]   |
| 𐬜       | δ             | [ð]   |
| 𐬝       | t̰             | [t]   |
| 𐬞       | p             | [p]   |
| 𐬟       | f             | [ɸ]   |
| 𐬠       | b             | [b]   |
| 𐬡       | β             | [β]   |
| 𐬢       | ŋ             | [ŋ]   |

| Bokstav | Transkription | Uttal |
| ------- | ------------- | ----- |
| 𐬣       | ŋ́             | [ŋ]   |
| 𐬤       | ŋᵛ            | [ŋʷ]  |
| 𐬥       | n             | [n]   |
| 𐬦       | ń             | [ɲ]   |
| 𐬧       | ṇ             | [n]   |
| 𐬨       | m             | [m]   |
| 𐬩       | m̨             | [m̥]   |
| 𐬪       | ẏ             | [j]   |
| 𐬫       | y             | [j]   |
| 𐬬       | v             | [w]   |
| 𐬭       | r             | [r]   |
| 𐬮       | l             | [l]   |
| 𐬯       | s             | [s]   |
| 𐬰       | z             | [z]   |
| 𐬱       | š             | [ʃ]   |
| 𐬲       | ž             | [ʒ]   |
| 𐬳       | š́             | [ʃ]   |
| 𐬴       | ṣ̌             | [ʃ]   |
| 𐬵       | h             | [h]   |

Halvvokalerna ii och uu, som också transkriberas y och w, betraktas ibland som egna bokstäver. I Unicode skrivs de dock som en sekvens av två i eller u.
Bokstaven l återfinns endast i pāzand. Språkljudet finns i medelpersiska men inte i avestiska.

## Datoranvändning
Det avestiska alfabetet ingår i Unicode-standarden för teckenkodning och har tilldelats kodpunkterna U+10B00 till U+10B3F.